# 433

## Nașteri
- dată necunoscută: Odoacru Rege al Italiei din 476 până în 493 (d. 493)